# Teitelbaum Eleazár
Teitelbaum Eleazár (Sieniawa, 1786 vagy 1787 – Drohobics, 1854. szeptember 30.) máramarosszigeti, majd drohobicsi rabbi, a haszid Teitelbaum rabbidinasztia tagja. 

## Élete
Teitelbaum Mózes egyetlen fia volt. Máramarosszigeten választották meg rabbinak, később Drohobicsra (Ukrajna) került. Fia, Teitelbaum Jehuda is ezen a településen működött rabbiként, idővel azonban visszakerült Máramarosszigetre.
Felesége, Rosa Blume Teitelbaum (1786 k. – 1855. szeptember 15.) gyermeket szült férjének:
- Teitelbaum Jehuda (1808 – 1883. szeptember 8.)  máramarosszigeti rabbi
- Teitelbaum Nachum Zvi (Hirsh) (1823 – 1887) drohobicsi rabbi
- Teitelbaum Channah Rachel Rappaport (?) krakkói rabbi
- Teitelbaum Sámuel (? – 1888. október 14.) rabbi

Érdekesség, hogy édesapja kéziratban maradt munkáit nem ő, hanem fia rendezte kiadás alá.